# 平野逸朗
平野逸朗（ひらの いつろう）は、日本の作品寄贈者、文化人である。

## 経歴
旧制第三中学（現・愛知県立津島高等学校）を1936年（昭和11年）に卒業。1942年（昭和17年）名古屋大学、新制大学1期生で卒業。卒業後、東洋熱工業株式会社に就職した。